# Guano Solo (El Coquito)
Guano Solo (El Coquito) es un ejido del municipio de Paraíso ubicado en la subregión de la Chontalpa del estado mexicano de Tabasco.

## Geografía
La localidad se ubica a 20.9 kilómetros (en dirección oeste) de la localidad de Paraíso, la cabecera y lugar más poblado del municipio. Se sitúa en las coordenadas geográficas 18°25′32″N 93°24′30″O / 18.425556, -93.408333, a una elevación de 9 metros sobre el nivel del mar.

## Demografía
Según el Conteo de Población y Vivienda 2020, efectuado por el Instituto Nacional de Estadística y Geografía, la localidad de Guano Solo (El Coquito) tiene 879 habitantes, de los cuales 452 son del sexo masculino y 427 del sexo femenino. Su tasa de fecundidad es de 2.55 hijos por mujer y tiene 232 viviendas particulares habitadas.
| Gráfica de evolución demográfica de Guano Solo (El Coquito) entre 1960 y 2020 |
|                                                                               |
| INEGI.                                                                        |